# Josef Loos
Josef Loos (n. 13 martie 1888, Praga, Austro-Ungaria – d. 15 februarie 1955, Praga, Cehoslovacia) a fost un jucător de hochei pe gheață ce a reprezentat Cehoslovacia, medaliat olimpic. A participat la o ediție a Jocurilor Olimpice (1920) în care a câștigat o medalie de bronz.

## Participări
Lista de mai jos prezintă principalele competiții la care a participat Josef Loos de-a lungul carierei.
- IJshockey op de Olympische Zomerspelen 1920[*][1]